# Legeren

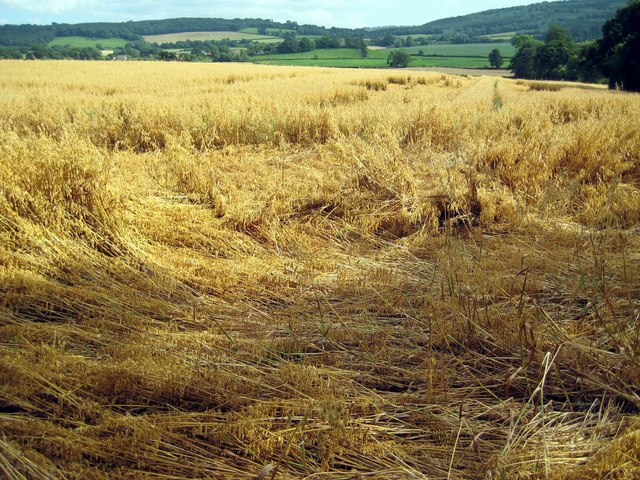
Legering bij haver

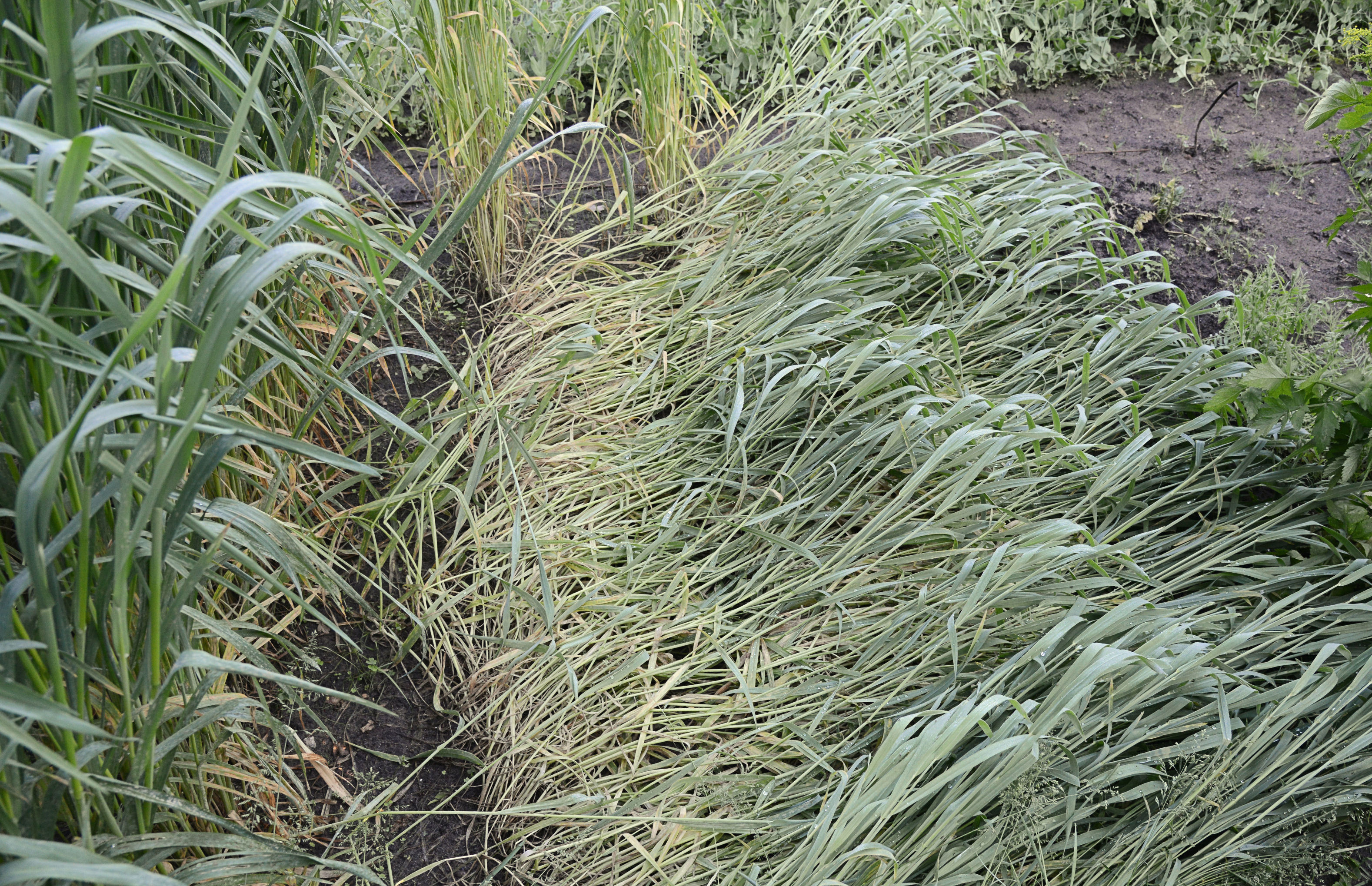
Legering bij zomeremmertarwe

Legeren is het omvallen van de graan- of snijmaisplant.
Vooral granen met een lange stengel zijn gevoelig voor legeren. Ook de bemesting speelt een rol, waarbij vooral stikstof een belangrijke rol speelt. Een gelegerde stengel kan zich wel weer oprichten doordat de cellen aan de onderkant van de knoop zich strekken.
Vooral regen en harde wind tijdens het afrijpen kunnen legering veroorzaken.

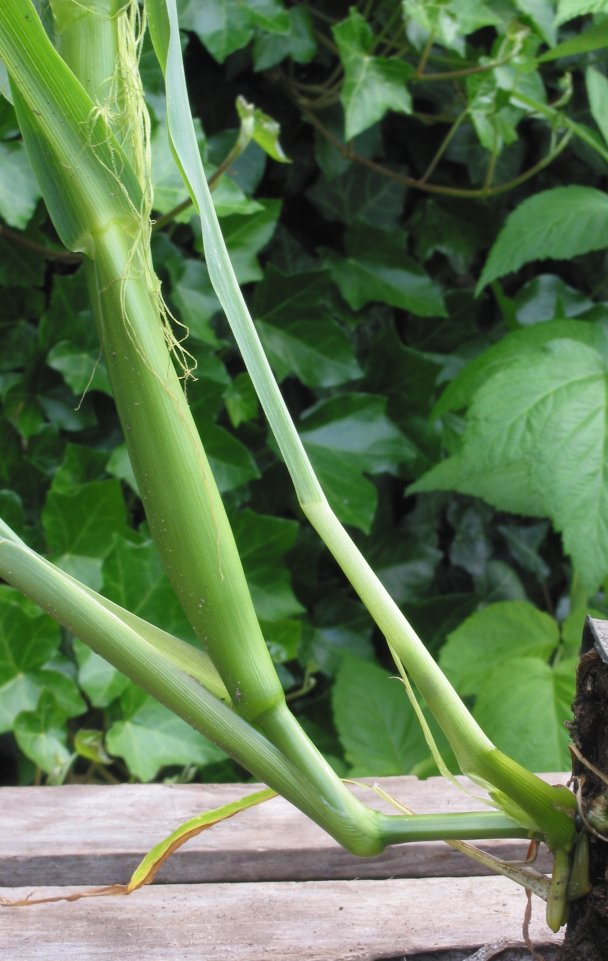
Opgerichte maisstengel na legering